# Mỹ Lương, Chương Mỹ
Mỹ Lương là một xã thuộc huyện Chương Mỹ, thành phố Hà Nội, Việt Nam.
Xã có diện tích 7,24 km², dân số năm 1999 là 7.081 người, mật độ dân số đạt 978 người/km².